# Wasgauhütte
Die Wasgauhütte (auch Schwanheimer Hütte) ist eine vom Ortsverein Schwanheim des Pfälzerwald-Vereins verpachtete, bewirtschaftete Schutzhütte im Pfälzerwald. Sie befindet sich im deutschen Teil des Wasgaus in südwestlicher Richtung oberhalb Ortes Schwanheim und unterhalb des Kühhungerfelsens (422 m). Die Hütte wurde 1969 eröffnet und liegt in einer Höhe von 324 m. Sie bietet keine Übernachtungsmöglichkeit an. Mit den anderen Häusern des Pfälzerwald-Vereins ist sie seit 2021 mit dem Eintrag Pfälzerwaldhütten-Kultur Bestandteil des Immateriellen Kulturerbes in Deutschland der deutschen UNESCO-Kommission.

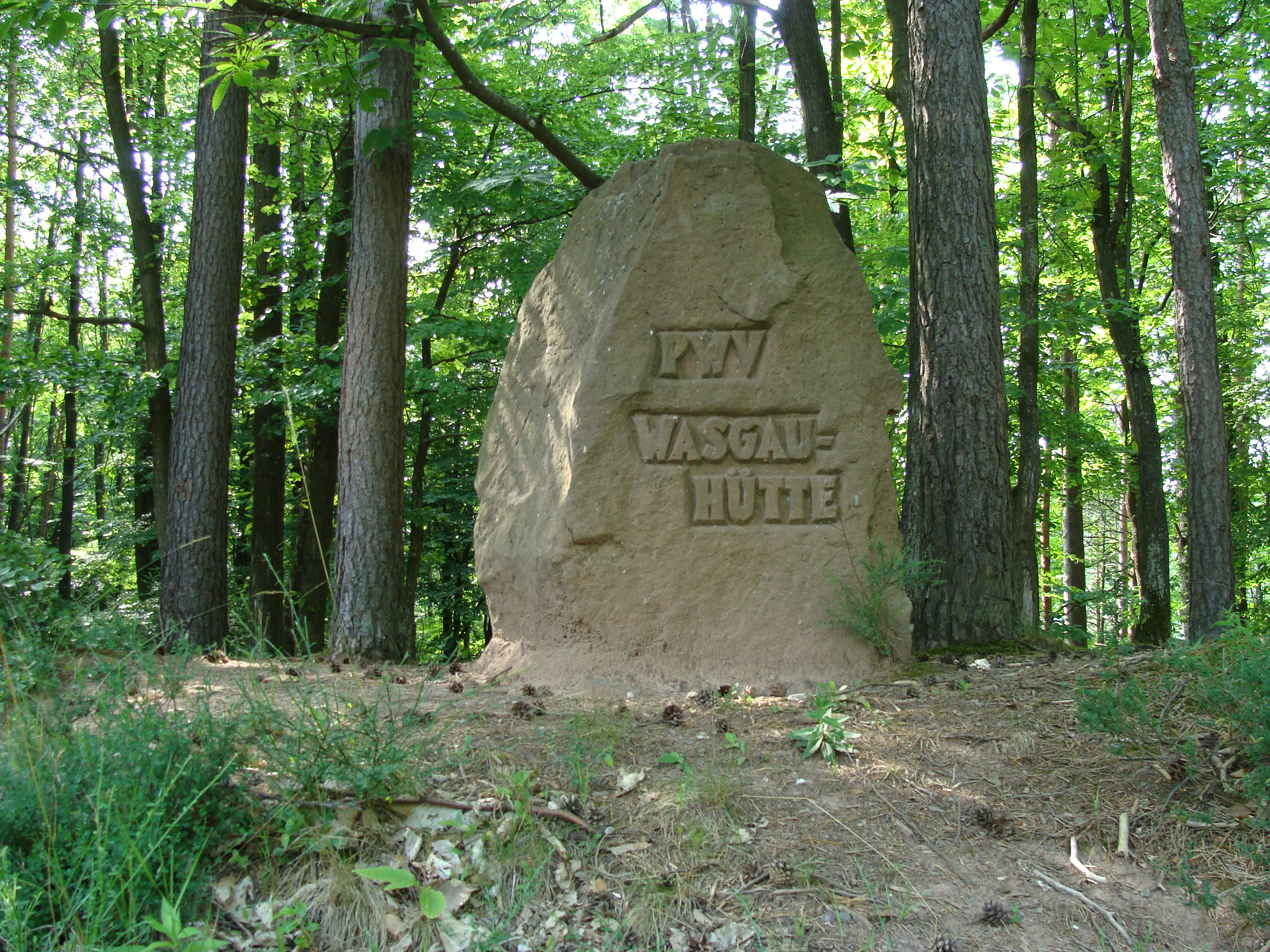
Wasgauhüttenstein

## Zugänge und Wanderungen

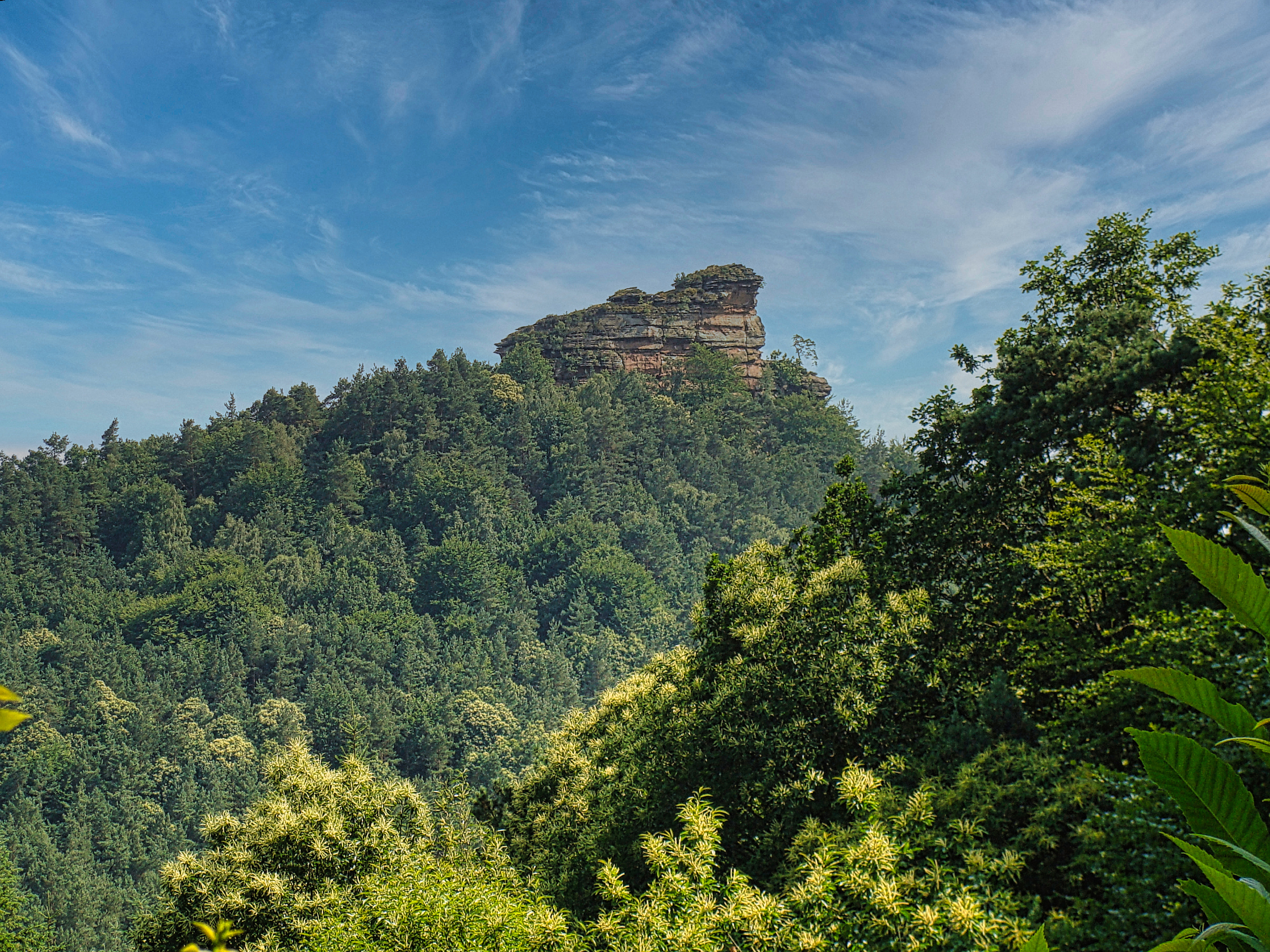
Haselstein von der Wasgauhütte gesehen

Der kürzeste Zugang erfolgt von Schwanheim über das Im-Schlund-Tal. Von Hauenstein kann die Hütte durch das Queichtal oder am Berg über den Kreuzelfelsen, Weimersberg, Backelstein und Hühnerstein erreicht werden. Die Hütte kann auch leicht von den umliegenden Orten Darstein und Oberschlettenbach erwandert werden. Die benachbarten Hütten des Pfälzerwaldvereins sind das Wanderheim Dicke Eiche und die Drachenfelshütte. Weitere nahe gelegene Wanderhütten sind die Paddelweiher-Hütte, das Cramerhaus und der Bärenbrunnerhof.